# Alekséi Smertin
Alekséi Guennádievich Smertin(en ruso: Алексей Геннадьевич Смертин) (1 de mayo de 1975) es un exfutbolista ruso, se retiró en el 2008 tras terminar su contrato con el Fulham. Tras su retiro, Smertin entró en el mundo de la política. Fue capitán de la selección de fútbol de Rusia.

## Clubes
| Club                    | País       | Año         |
| ----------------------- | ---------- | ----------- |
| Dinamo Barnaúl          | Rusia      | 1992 - 1994 |
| Zarya Leninsk-Kuznetsky | Rusia      | 1994 - 1997 |
| Uralan Elista           | Rusia      | 1997 - 1998 |
| Lokomotiv Moscú         | Rusia      | 1998 - 2000 |
| Burdeos                 | Francia    | 2000 - 2003 |
| Chelsea                 | Inglaterra | 2003        |
| Portsmouth              | Inglaterra | 2003 - 2004 |
| Chelsea                 | Inglaterra | 2004 - 2005 |
| Charlton                | Inglaterra | 2005 - 2006 |
| Dinamo Moscú            | Rusia      | 2006        |
| Fulham                  | Inglaterra | 2006 - 2008 |

## Palmarés
FC Lokomotiv de Moscú
- Copa de Rusia: 1999

Girondins de Burdeos
- Copa de la Liga de Francia: 2002

Chelsea FC
- Premier League: 2004-05
- FA Community Shield: 2005